# Nottoway Plantation
Nottoway Plantation, también conocida como Nottoway Plantation House, es una mansión que fue casa de plantación ubicada cerca del pueblo White Castle, Luisiana, Estados Unidos. Tiene un estilo neogriego, italiano y antebellum construida por artesanos y esclavos para John Hampden Randolph en 1859. Fue la mansión de plantación más grande que existió en el sur de Estados Unidos durante el periodo del antebellum, con 53 000 pies cuadrados (4923,9 m²) de superficie útil y 64 habitaciones. El edificio se incendió por completo el 15 de mayo de 2025, y fue declarado como pérdida total.

## Mansión y terrenos

### Arquitectura

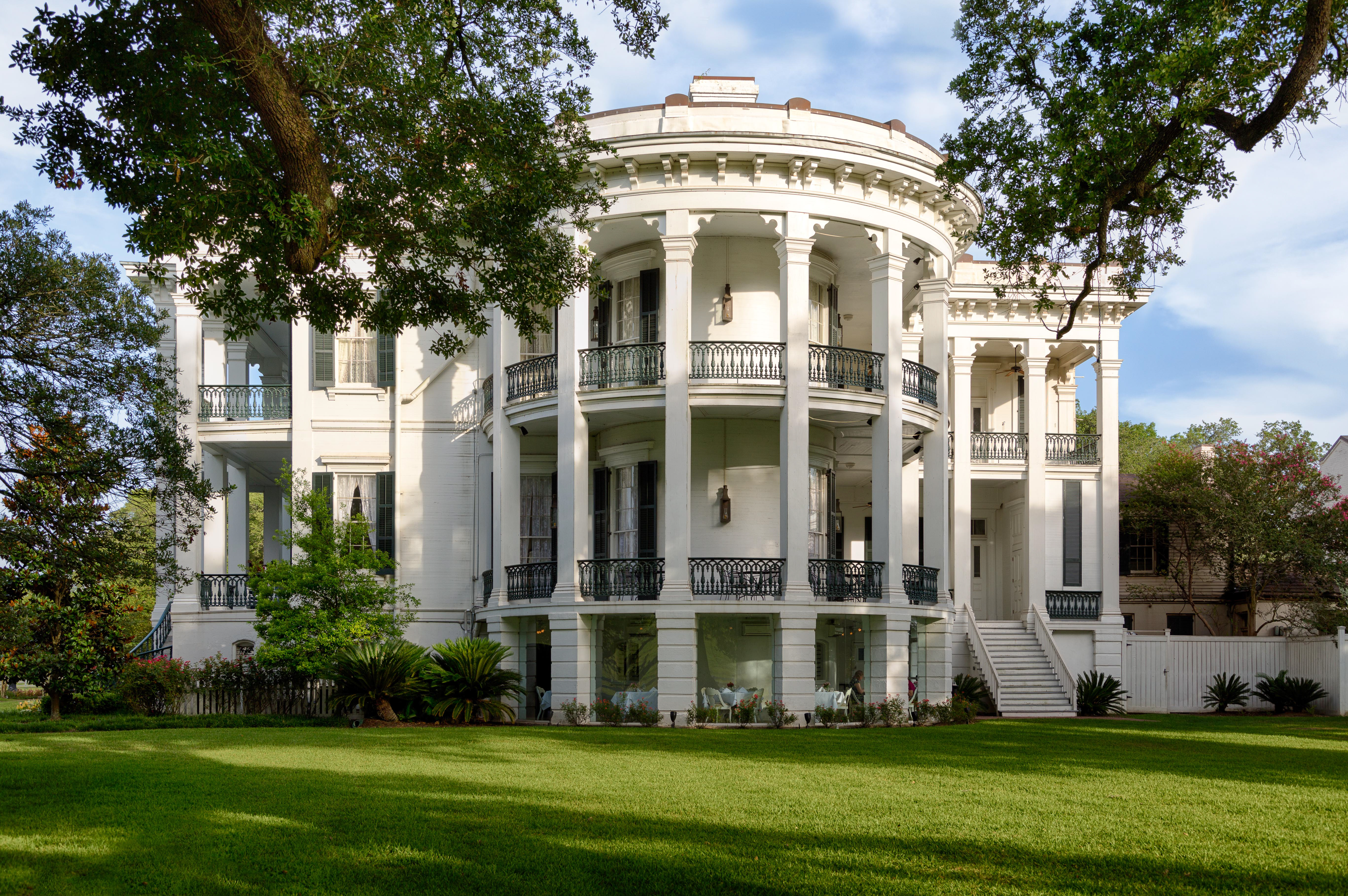
Frente norte de Nottoway

John Randolph encargó al renombrado arquitecto Henry Howard de Nueva Orleans la tarea de diseñarla con la intención de que no se escatimaran gastos en la construcción. Howard la ubicó al este hacia el río Misisipi para disfrutar de sus vistas. Su estructura de madera de tres plantas, se apoya sobre una planta baja que sirve de base de ladrillo cubierta de estuco rústico construida sobre concreto. La fachada de entrada está asimétricamente equilibrada con un ala de dormitorios que se proyecta hacia el lado izquierdo y una gran bahía curva con galerías a la derecha. La estructura principal de cinco bahías, con un pórtico saliente central, enfatiza la altura en lugar del ancho con las principales áreas de estar en el segundo y tercer piso, ambas de 15,5 pies (4,7 m) de altura sobre el sótano de un piso, ranurado para que parezca piedra y con un nicho arqueado flanqueado por ventanas estrechas. Las galerías están adornadas con barandillas de hierro ornamentales personalizadas hechas en Nueva Orleans, rematadas con pasamanos de madera moldeada. Escaleras de granito de doble curva, instaladas por un albañil experto, Newton Richards, suben al segundo piso. Estos escalones se construyeron con el lado izquierdo destinado a damas y el lado derecho a caballeros. Los escalones para los hombres también se pueden identificar por el raspador de botas en la parte inferior. Las escaleras separadas eran para que los hombres no vieran los tobillos de las mujeres debajo de sus faldas mientras subían, lo que se consideraba una grave violación de la etiqueta social en ese momento. El espaciamiento cercano y la angularidad de las 22 columnas cuadradas de la galería y sus capiteles alargados también enfatizan las cualidades verticales de la casa. Sobre los capiteles, pequeñas ménsulas se ramifican para sostener un alto entablamento decorado con modillones, que sostiene una cornisa saliente que cubre casi el techo a cuatro aguas que está perforado por seis chimeneas. En la parte trasera de la casa hay un ala garçonnière de dos pisos donde residían los hijos de Randolph.
Su construcción se completó en 1859 a un costo estimado de 80 000 dólares estadounidense; para evitar que se repitiese, Randolph destruyó los planos del arquitecto una vez finalizados.

### Interiores

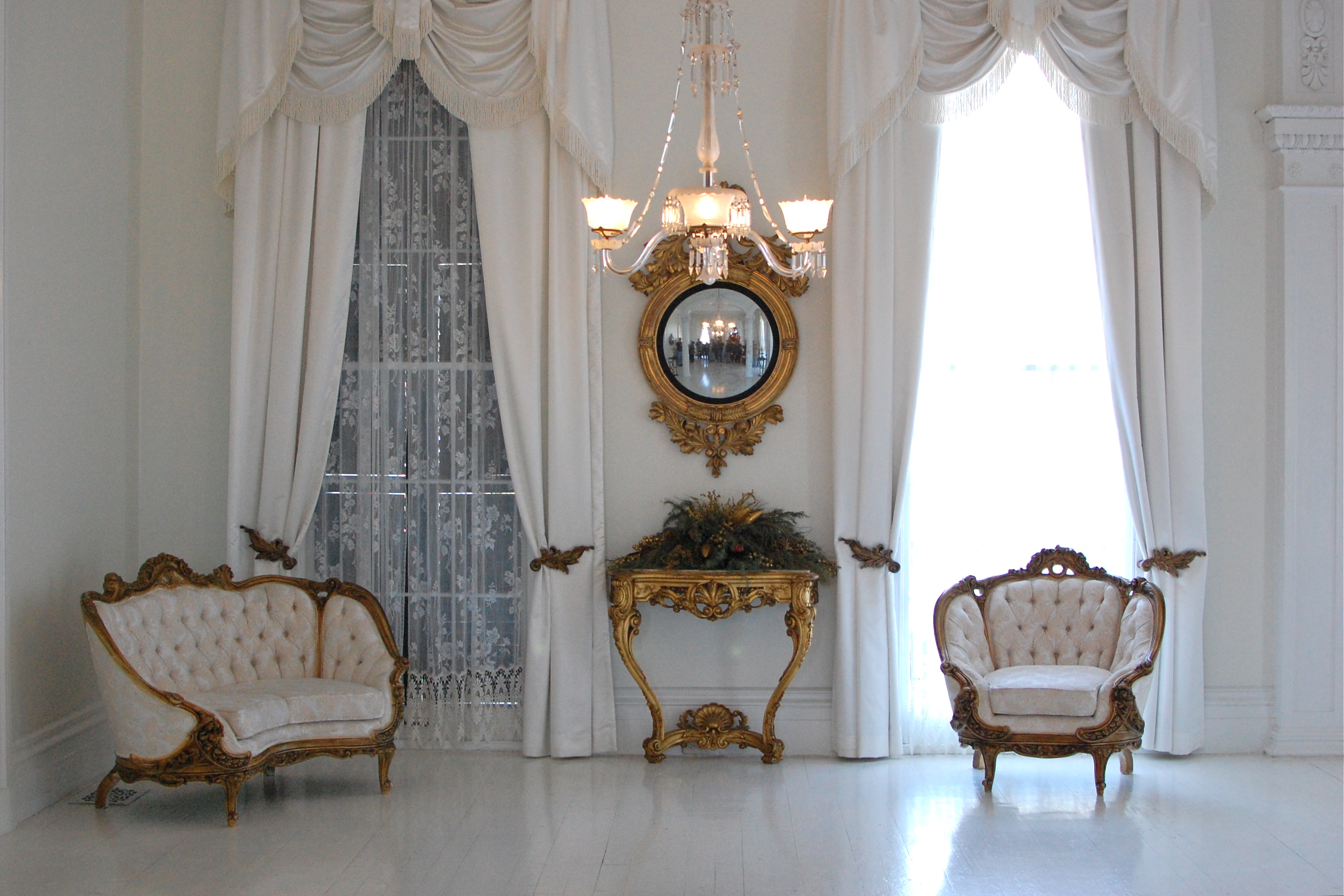
El salón de baile

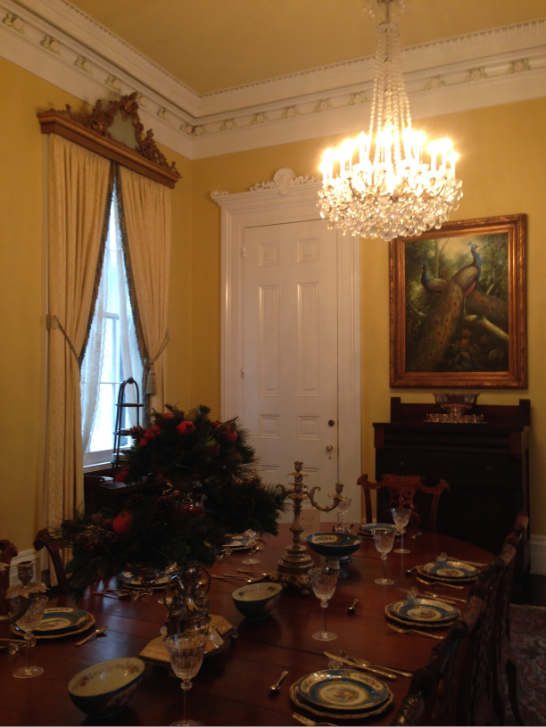
Comedor

Tiene más de un acre de espacio distribuido en tres plantas y un total de sesenta y cuatro habitaciones con 165 puertas y doscientas ventanas, la mayoría de las cuales también pueden funcionar como puertas. La casa disfrutó de las novedades del siglo XIX, como un baño ubicado en cada piso con inodoros con descarga de agua y agua corriente fría y caliente, iluminación de gas en toda la casa y un complejo sistema de timbre de llamada al sirviente. Las habitaciones principales de la casa se encuentran en el segundo piso. El vestíbulo de entrada corre a lo largo de la casa y mide 12 pies de ancho y 40 pies de largo. Grandes candelabros de bronce y cristal de Baccarat cuelgan de los 15,5 pies (4,7 m) los techos altos y las puertas con perillas de porcelana alemana de Dresde pintadas a mano y tapas de ojo de cerradura a juego, que conducen a las habitaciones adyacentes miden 11 pies (3,4 m) alto. Sobre las puertas ya lo largo de los techos hay molduras de yeso friso, con modillones intercalados con pateras, que están hechas de barro, arcilla, crin de caballo y musgo español. A la derecha del vestíbulo de entrada se encuentra la habitación más inusual y, según los informes, la más favorita de John Randolph en la casa, el White Ballroom. Con columnas corintias, arcos hechos a mano y una extensión en forma de L en una bahía curva, Randolph hizo que la pintaran completamente de blanco, incluido el piso, para mostrar la belleza natural de sus siete hijas, seis de las cuales se casarían allí. Con dos chimeneas con mantos de mármol blanco rococó tallados a mano, también hay un original espejo colocado para que las mujeres pudieran ver si sus tobillos o aros se asomaban debajo de sus faldas. Sobre una de las chimeneas, hay una pintura de Mary Henshaw (sin relación con la familia), cuyos ojos se dice que siguen al espectador por la habitación. Flanqueando el vestíbulo de entrada a la izquierda se encuentra el estudio de un caballero, una escalera y el comedor formal. Tanto el estudio como el comedor cuentan con mantos de mármol negro italiano tallado a mano en sus chimeneas de carbón, y las habitaciones están llenas de muebles antiguos de época. El yeso del comedor exhibe camelias rosadas, la flor favorita de Emily Randolph, y es el único yeso de la casa que tiene color.
La escalera principal de caoba hondureña está cubierta de terciopelo verde y asciende al Salón Ancestral en el tercer piso. Los Randolph utilizaron el salón como salón familiar, siendo una vía central para muchas de las habitaciones adyacentes, y daba acceso a la galería del tercer piso con vistas al río Misisipi. Cerca está el dormitorio principal, con uno de los tres baños originales, así como una pequeña habitación que se utilizó como guardería para Julia Marceline, la última y única hija de Randolph nacida en Nottoway. Durante la Guerra Civil, Emily Randolph utilizó un poste de cama al final de la cama para ocultar joyas valiosas. Aunque originalmente eran dormitorios, uno se convirtió en una sala de música que exhibe instrumentos musicales del siglo XIX, y otra conocida como Wicker Room presenta muebles de mimbre que originalmente pertenecían a la familia Randolph.
El primer piso se ha transformado en un restaurante y un pequeño museo sobre la familia Randolph y la historia de la plantación. Originalmente el espacio albergaba lavandería, lechería, bodega y dependencias de servicio, así como una bolera de diez bolos para la diversión de los niños.

### Jardines
El paisaje de Nottoway fue diseñado por John Nelson, cuyo plan incluía ciento veinte árboles frutales y cítricos, doce árboles de magnolia, álamos y robles, setenta y cinco rosales, ciento cincuenta plantas de fresa y una variedad de jardines de flores y vegetales. Sin embargo, debido al abandono y la erosión de seis acres y medio de tierra por el río Misisipi, los jardines diseñados por Nelson ya no existen. La casa se encuentra a solo doscientos pies detrás del dique de un río y los terrenos incluyen un pequeño jardín de setos formal junto a la garçonnière donde una vez estuvo la cocina separada, y un patio con fuente frente al ala sur de dormitorios. Alrededor de la casa hay modernos edificios auxiliares que albergan oficinas e instalaciones para eventos. Los propietarios ampliaron la propiedad en 2008 mediante la construcción de una cochera, un salón de baile y nueve cabañas de estilo acadiano siguiendo el modelo de los alojamientos de esclavos originales de la propiedad, mientras que la plantación estaba cerrada al público por reparaciones, como resultado de los daños sufridos por el huracán Gustav. Al norte de la casa se encuentran los establos reconstruidos, ahora convertidos en salón de baile, y el cementerio de Randolph, donde los restos de la familia fueron enterrados nuevamente en 2003.

## Historia

### SigloXIX
John Hampden Randolph nació en Virginia en 1813, miembro de la prominente familia Randolph. Emigró con su familia a Misisipi cuando su padre, Peter Randolph Jr., fue nombrado juez federal en Woodville, Misisippi, por el presidente James Monroe en 1820.
John Randolph se casó con Emily Jane Liddell en 1837 y tuvo once hijos con ella. Randolph dedicó la mayor parte de su tiempo a su plantación de algodón, pero creyendo que la producción de azúcar sería más lucrativa, decidió trasladar a su familia al sur de Luisiana en 1842, donde compró 1650 acres (6,7 km²)   plantación de algodón que denominó Hogar del Bosque. Convirtiendo la plantación en producción de caña de azúcar dos años más tarde y construyendo el primer ingenio azucarero a vapor de Iberville Parish, pudo triplicar sus ganancias sobre su producción de algodón. En diez años había aumentado sus propiedades a 7116 acres (28,8 km²) y poseía 176 esclavos, lo que convertía a Randolph en uno de los propietarios de esclavos más grandes del Sur. En 1855 compró 400 acres (1,6 km²) de tierras altas, y 620 acres (2,5 km²) de terreno pantanoso y frente al río Misisipi donde buscó construir una casa más prestigiosa a la que llamó Nottoway, en honor al condado de Nottoway en la parte de Virginia donde nació.

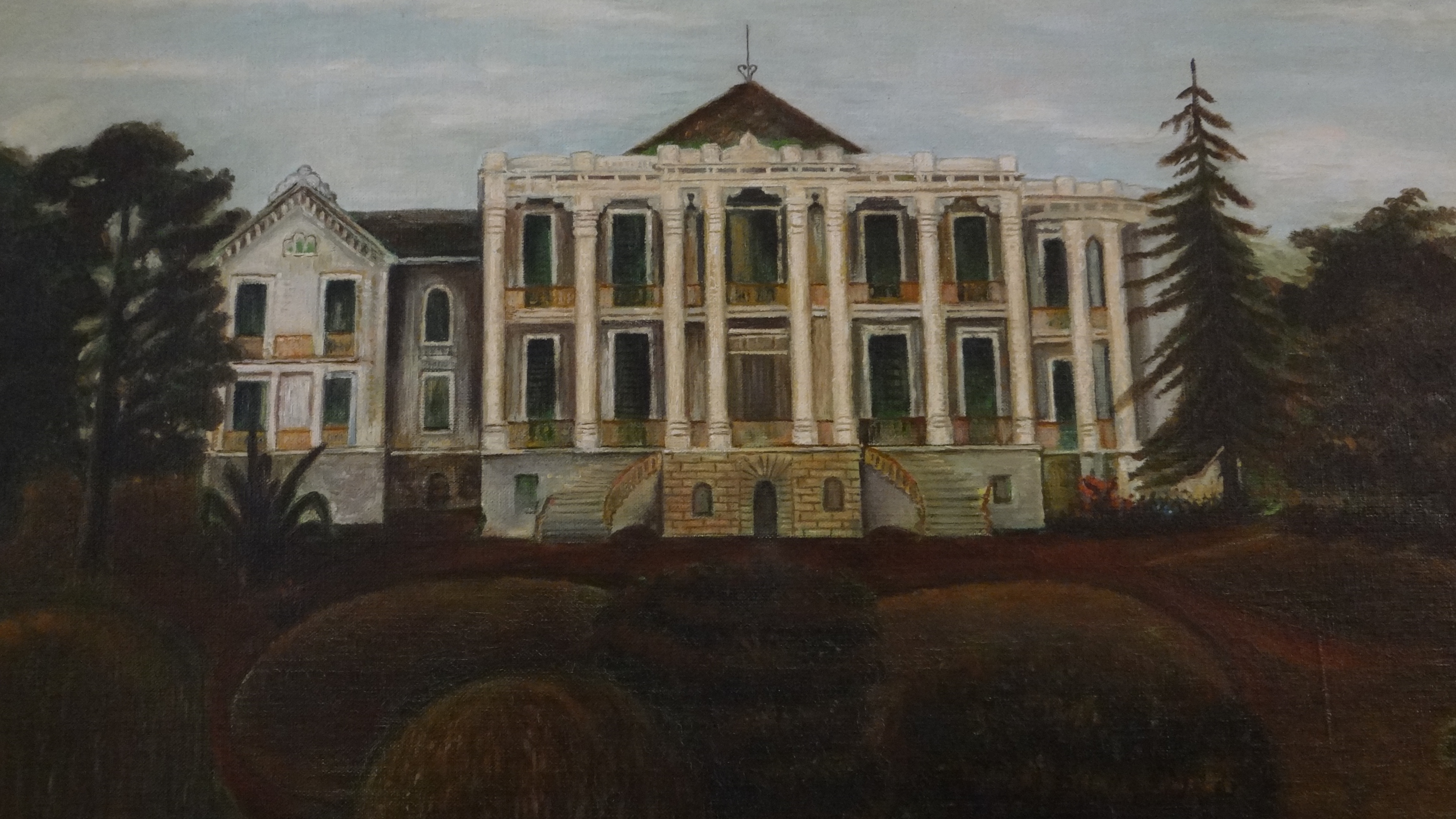
Pintura de Cornelia Randolph que muestra un paisaje de jardín original

Seleccionó a Henry Howard, un arquitecto muy popular de la época, considerado uno de los mejores arquitectos de la Nueva Orleans del siglo XIX. Muchos de sus edificios, iglesias y casas de estilo renacentista griego e italiano todavía se pueden encontrar en la ciudad. También diseñó la vecina Belle Grove, ahora destruida. Se sabe que Randolph y el propietario de Belle Grove, John Andrews, tuvieron una especie de rivalidad que incluso se extendió a sus hogares. Recopilando los materiales para su casa de plantación, los troncos de ciprés se cortaron y curaron bajo el agua durante seis años, luego se cortaron en tablones y se secaron en lo que se llama ciprés virgen. La característica más notable de la madera no es su durabilidad, sino su resistencia a las termitas. Los ladrillos hechos a mano fueron horneados en hornos por trabajadores esclavizados y Howard contrató a 40 carpinteros, albañiles y plomeros, quienes vivían en tiendas de campaña en el sitio de construcción mientras hacían su trabajo. La enorme casa se completó en 1859 junto con una variedad de otros edificios, incluidos alojamientos para trabajadores esclavizados, una escuela, un invernadero, un establo, una casa de azúcar a vapor, cisternas de madera y otros edificios necesarios para una operación agrícola.
Poco después de que se completó la casa, comenzó la Guerra Civil. Randolph no apoyó la secesión de la Unión, pero una vez que comenzó la guerra, la respaldó financieramente y envió a sus tres hijos a luchar por la Confederación, perdiendo a su hijo mayor, Algernon Sidney Randolph, en la Batalla de Vicksburg . Con la guerra acercándose cada vez más a Nottoway, se decidió que Randolph llevaría a 200 personas esclavizadas a Texas y cultivaría algodón allí mientras su esposa, Emily, se quedaba en Nottoway con los niños más pequeños, esperando que su presencia lo salvara de la destrucción. La plantación fue ocupada por tropas tanto de la Unión como de la Confederación y, aunque los terrenos sufrieron daños y los animales fueron robados, Nottoway sobrevivió a la guerra con solo una metralla en la columna del extremo izquierdo que no cayó hasta 1971.
Con la emancipación de los esclavos, John Randolph contrató a 53 de sus antiguos esclavos para que siguieran trabajando como jornaleros. Cuando regresaron después de la Guerra Civil, la mayoría volvieron a la plantación al tener pocas opciones. El negocio del azúcar no fue tan rentable después de la guerra y en 1875, la finca se redujo a 800 acres (3,2 km²). John Randolph murió aquí el 8 de septiembre de 1883, dejando la plantación a su esposa.
Emily Randolph lo vendió en 1889 por 50 000 dólares, que dividió en partes iguales entre sus nueve hijos supervivientes y ella misma. Murió en Baton Rouge en 1904. 

### SigloXX
Sus nuevos propietarios fueron Désiré Pierre Landry y su suegro, Jean Baptiste Dugas, cuya familia fue propietaria de la plantación hasta 1909, cuando la viuda de Landry la vendió al plantador de azúcar Alfonse Hanlon. Poco después, Hanlon la perdió por ejecución hipotecaria en 1913 debido a malas cosechas en los dos años anteriores que resultaron en problemas fiscales y facturas médicas acumuladas por el deterioro de la salud de su esposa. El Dr. Whyte G. Owen la comprópor ejecución hipotecaria por un monto de 10 000.
Owen, ex Cirujano General de Luisiana, intentó administrar la propiedad como una plantación de azúcar, pero no tuvo éxito. Vendió 1193 acres (482,8 ha), conservando la casa y los bienes aledaños. Después de su muerte en 1949, fue heredada por su hijo Stanford, quien vivió con su esposa Odessa en la casa hasta su muerte en 1974. A partir de entonces, Odessa Owen vivió sola en la enorme casa, tratando de mantenerla con sus limitados recursos. Sabiendo que ella no podía cuidar adecuadamente la casa, Owen la vendió a Arlin K. Dease en 1980, quien había restaurado otras tres mansiones antes de la guerra, incluida Myrtles Plantation en St. Francisville, Luisiana, con la advertencia de que se le permitiría vivir en casa hasta su muerte. Después de su muerte en 2003, la casa dejó de ser una casa privada. Dease la restauró, trabajando con una cuadrilla de 40 a 60 hombres durante 12 horas al día, y abrió la casa al público tres meses después de su compra. Arlin Dease la vendió a Paul Ramsay de Sídney, Australia, en 1985, después de haber estado en la propiedad mientras estaba en el área por negocios.

### SigloXXI
Bajo el mandato de Ramsay, se convirtió en un destino turístico. La casa sirve como hotel y es miembro de Historic Hotels of America, el programa oficial del National Trust for Historic Preservation. Se incluyó en el Registro Nacional de Lugares Históricos en 1980 y es una atracción turística popular en el sur de Luisiana, donde también se pueden organizar eventos y bodas. El 15 de mayo del 2025, el edificio fue destruido por completo en un incendio. Las autoridades comenzaron investigaciones para descubrir su causa.